# Gleb Abakumow
Gleb Abakumow (ros. Глеб Арсентьевич Абакумов, Gleb Arsientjewicz Abakumow; ur. 30 września 1937 w Jadrinie, zm. 29 sierpnia 2019 w Niznym Nowogrodzie) – radziecki chemik, członek Rosyjskiej Akademii Nauk.

## Życiorys
W 1962 ukończył studia na Gorkowskim Uniwersytecie Państwowym i został tam wykładowcą. W latach 1968–1989 był pracownikiem Instytutu Chemii Akademii Nauk ZSRR, a od 1989 dyrektorem Instytutu Chemii Metaloorganicznej Akademii Nauk w Gorki. Od 1987 był członkiem korespondentem Akademii Nauk ZSRR . Publikował prace z zakresu chemii wolnych rodników oraz metaloorganicznej .